# Фланелограф
Фланелограф је едукативно средство слично школској табли само што је пресвучено чврст затегнутим фланелом. На тај фланел могу да се закаче слике које са задње стране имају залепљену шмирглу. Фланелограф се користио половином 20. века у школама. Касније је замењен металним таблама на које су се стављале слике са магнетом у позадини.